# Zbrodzice
Zbrodzice – wieś w Polsce, położona w województwie świętokrzyskim, w powiecie buskim, w gminie Busko-Zdrój.
| SIMC    | Nazwa       | Rodzaj    |
| ------- | ----------- | --------- |
| 0233224 | Gumno       | część wsi |
| 0233230 | Gwoździówka | część wsi |

W latach 1975–1998 miejscowość administracyjnie należała do województwa kieleckiego.
Przez wieś przechodzi  zielony szlak turystyczny z Wiślicy do Grochowisk. W Zbrodzicach znajdują się Winnica Nobile Verbum oraz Winnica Zbrodzice.
W połowie XIX w. właścicielem majątku Zbrodzice był Aleksander Slaski herbu Grzymała kapitan piechoty, uczestnik powstania listopadowego, którego siostrą była żona Prota Lelewela. W 1859 urodził się tu Jarosław Slaski polski inżynier chemik, działacz gospodarczy na Kijowszczyźnie, budowniczy cukrowni na terenie Rosji i Ukrainy, prekursor ochrony przyrody.